# Зубовский сельсовет (Витебская область)
Зубовский сельсовет — административная единица на территории Оршанского района Витебской области Беларуси. Административный центр — агрогородок Зубово.

## История
В 2013 году в состав сельсовета вошли населённые пункты упразднённого Яковлевичского сельсовета.

## Состав
Зубовский сельсовет включает 24 населённых пункта:
- Застенки — деревня.
- Зубово — агрогородок.
- Козловичи 1-е — деревня.
- Козловичи 2-е — деревня.
- Краснопольцы — деревня.
- Левки — деревня.
- Лемна — деревня.
- Леща — деревня.
- Лютины — деревня.
- Магеровка — деревня.
- Романовка — деревня.
- Садовая — деревня.
- Светочевка — деревня.
- Сметанка — деревня.
- Застенки — деревня.
- Козловичи-1 — деревня.
- Козловичи-2 — деревня.
- Лемна — деревня.
- Малая Леща — деревня.
- Лютины — деревня.
- Магеровка — деревня.
- Романовка — деревня.
- Яковлевичи — деревня.
- Яковлевичи — посёлок.